# Gmina Douglas (hrabstwo Adams)

Położenie Gminy Douglas w hrabstwie Adams

Gmina Douglas (ang. Douglas Township) – gmina w USA, w stanie Iowa, w hrabstwie Adams. Według danych z 2000 roku gmina miała 178 mieszkańców.